# Уасін-Гішу (графство)
Округ Уасін-Гішу — одне із 47 графств Кенії, розташоване у колишній провінції Ріфт-Валлі. Місто Елдорет є найбільшим населеним пунктом графства, а також його адміністративним та торговим центром.
Уасін-Гішу розташований на плато з помірним кліматом. Він межує з графством Транс-Нзоя на півночі, графствами Ельгейо-Мараквет та Баринго на сході, графством Керічо на півдні, графством Нанді на півдні і південному заході та графством Какамега на заході.
Відома уродженка - спортсменка Агнес Джебет Тіроп .